# Wim Roma

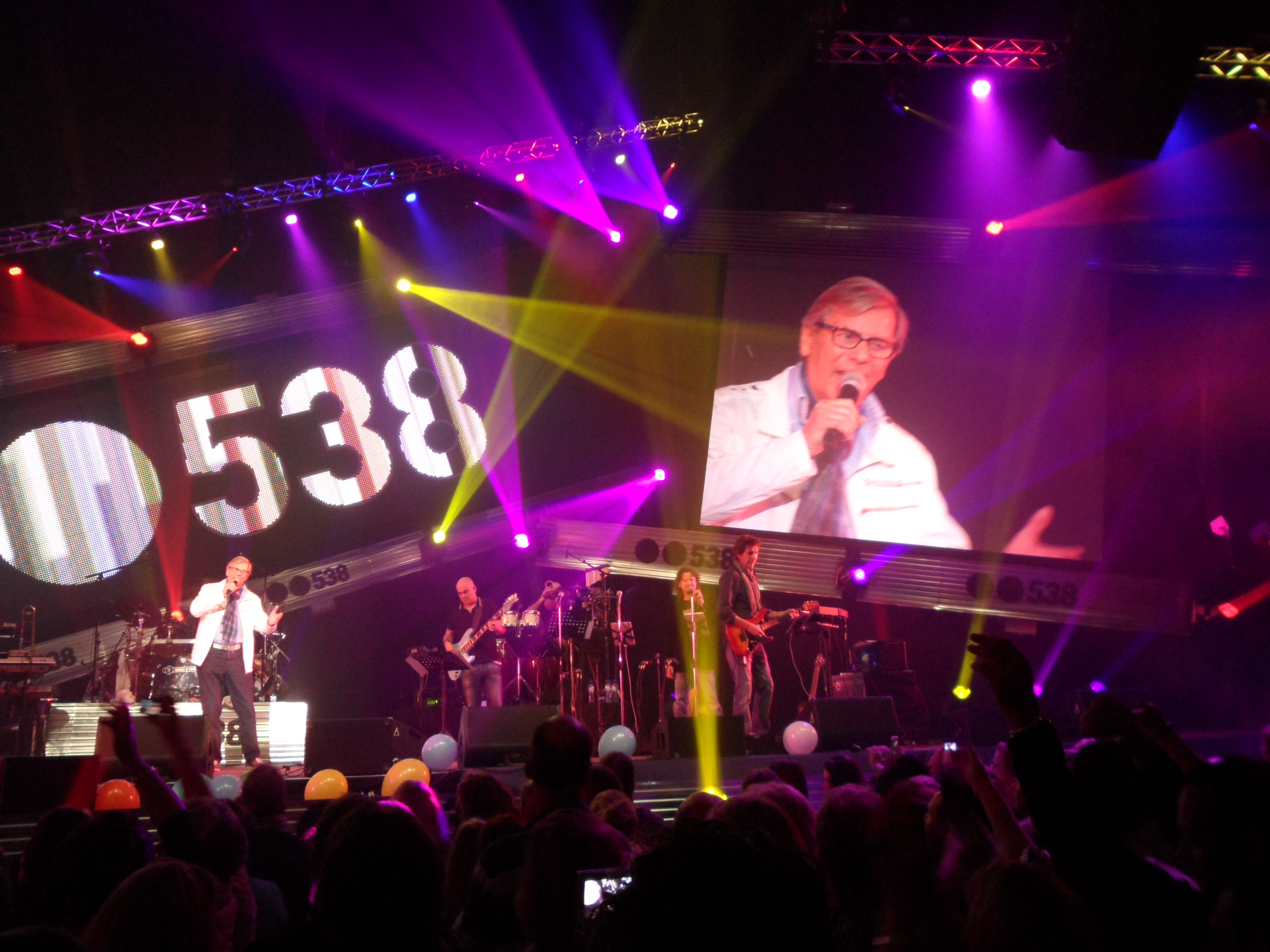
Wim Roma ontvangt uit handen van Evers op 17 februari 2012 in de Heineken Music Hall de Evers Staat Op Award voor Het Leukste Programma-item 2011, gevolgd door een optreden van Roma met de Edwin Evers Band.

Wim Roma, ook wel Wim van Zeeland, pseudoniem van Wim Straver, (Arkel, 12 mei 1930 – Vlissingen, 3 augustus 2024) was een Nederlandse zanger, tekstschrijver en componist.

## Biografie
Na vanaf 1946 in Utrecht te hebben gewoond, verhuisde hij in 1953 naar Vlissingen. Hij nam in 1966 samen met Jan Verweij als duo "De Vlissingers" zijn eerste plaat op: Waarom moeten er soldaten zijn. Zijn eerste solo-single nam hij op in 1971 onder de naam Wim Roma met als titel Belinda. Deze single was in de week van 23 oktober 1971 Kanskaart bij Joost den Draaier.
Als duo "De Belmondo’s" (met zangeres Carla) bracht hij de single Ik zie je nu met andere ogen uit. Met de nummers Belinda en Ik zie je nu met andere ogen trad Wim Roma op in televisieprogramma's als Eddy Ready Go van Eddy Becker en Op volle toeren. Daarna ging hij solo verder en werd de single Hasta la Vista uitgebracht.
Naast het schrijven van vele nummers (ook wel onder de naam Wim van Zeeland) coverde hij diverse artiesten als Vader Abraham, Johnny Hoes en Rob de Nijs op menig verzamelalbum (bijvoorbeeld 16 Spetters) en werkte hij samen met onder meer Jack Jersey, Jack Verburg en Cock van der Palm. In 1974 schreef hij samen met Jan Boezeroen het nummer Toedeloe. Dit nummer werd in dat jaar een hit in de uitvoering van De Jantjes en jaren later nog eens in de uitvoering van One Two Trio.
Roma bracht in april 2011, in samenwerking met Henk Bernhardt (producer-musicus uit Hengelo), zijn eerste album uit met de titel Laat opa maar schuiven. Op het album zijn zowel oude nummers (o.a. Belinda en Toedeloe) als nieuwe nummers te horen. Van de titelsong Laat opa maar schuiven en het nummer Rhodos werden clips gemaakt die worden uitgezonden bij TV Oranje.
Naar aanleiding van een artikel in De Telegraaf op 19 mei 2011 over Wim Roma die op 81-jarige leeftijd nog een album uitbracht, belde Edwin Evers van Radio 538 tijdens de uitzending van zijn ochtendshow Evers staat op naar Wim Roma voor een live-interview. Voor dit interview ontving Wim Roma uit handen van Evers op 17 februari 2012 in de Heineken Music Hall de Evers Staat Op Award voor Het Leukste Programma-item 2011, gevolgd door een optreden van Roma met de Edwin Evers Band.
Vanaf 2017 heeft de Limburgse zanger Jérôme Gilessen een aantal nummers van hem uitgebracht in een Limburgse versie waaronder Toedeloe, Laat opa maar schuiven, Dat was weer op het kantje af en De straatrover. Zo ook Kom jij maar in mijn armen en Neem het niet zo nauw.
Vanaf 2021 heeft het Brabantse duo Nie Te Houwe een aantal nummers van hem opgenomen, o.a. Laat opa maar schuiven, Toedeloe, Dat was weer op het kantje af, Isabelle en Rhodos.
Roma overleed in augustus 2024 op 94-jarige leeftijd in zijn woonplaats Vlissingen.
- International Standard Name Identifier: 0000 0003 8926 7141
- MusicBrainz: eaf34d11-1a10-4833-aeef-8784839f870a
- Nederlandse Thesaurus van Auteursnamen: 335994342
- Virtual International Authority File: 282587100
- WorldCat: E39PBJrgH3HRqQBj7jK7VrjXBP